# جان چمبرلین
جان آنگوس چمبرلین (انگلیسی: John Angus Chamberlain; ۱۶ آوریل ۱۹۲۷ – ۲۱ دسامبر ۲۰۱۱) یک مجسمه‌ساز اهل ایالات متحده آمریکا بود. او در شیکاگو بزرگ شد و در زمان مرگ در شلتر آیلند، نیویورک کار و اقامت داشت.
وی برندهٔ جوایزی همچون کمک‌هزینه گوگنهایم شده‌است.